# Paul Kagerer
Paul Kagerer (* 25. Mai 1833 in Nittenau; † 3. Dezember 1907 in Regensburg) war ein deutscher katholischer Geistlicher und Generalvikar.

## Leben
Der Sohn des Hafnermeisters Paul Kagerer und dessen Frau Barbara, geb. Gebhardt, wurde in der Pfarrkirche Nittenau getauft. Nach dem Besuch des Alten Gymnasiums in Regensburg von 1844 bis 1852 studierte der Absolvent am Regensburger Lyzeum Albertinum Philosophie und Katholische Theologie und empfing am 16. August 1856 im Regensburger Dom die Priesterweihe. 1858 wurde er in München zum Doktor der Theologie promoviert und interessierte sich vor allem für Moraltheologie. Er wurde vom Regensburger Ordinariat als Kooperator in Sandsbach eingesetzt.
Am 17. Juni 1859 holte ihn der Münchener Erzbischof Gregor von Scherr als seinen Sekretär und Hauskaplan sowie Domvikar nach München. Mit der Inkardinierung in das Erzbistum München und Freising wurde er mit der Leitung des Dompfarramts betraut. 1864 übernahm er zusätzlich die Geschäftsführung des Ludwig-Missions-Vereins in München. Während des Ersten Vatikanischen Konzils 1869/70 begleitete Kagerer den Erzbischof als Sekretär nach Rom.
1870 wählte ihn das Münchner Metropolitankapitel zum Domkapitular. 1889 bis 1895 war Kagerer Dompfarrvikar an der Kirche Unserer Lieben Frau. Prinzregent Luitpold von Bayern forcierte 1895 die Einsetzung Kagerers als Dompropst von Regensburg. Nach dessen Tod und dem Regierungsantritt des neuen Regensburger Bischofs Anton von Henle berief dieser den ihm gut bekannten Kagerer am 7. Februar 1907 zu seinem Generalvikar. Nach nur 10-monatiger Amtszeit verstarb Kagerer.
Paul Kagerer war ein Mann der Mitte, der das Vertrauen der Regierung wie auch der Römischen Kurie besaß. Er war einer der wichtigsten Kirchenführer in der zweiten Hälfte des 19. Jahrhunderts, den die Diözese Regensburg hervorgebracht hat.
Kagerer war Komtur des Ritterordens vom Heiligen Grab zu Jerusalem. Er erhielt den Ehrentitel eines Erzpriesters der armenisch-katholischen Patriarchalkirche zu Konstantinopel.